# Melique-Beglariãs

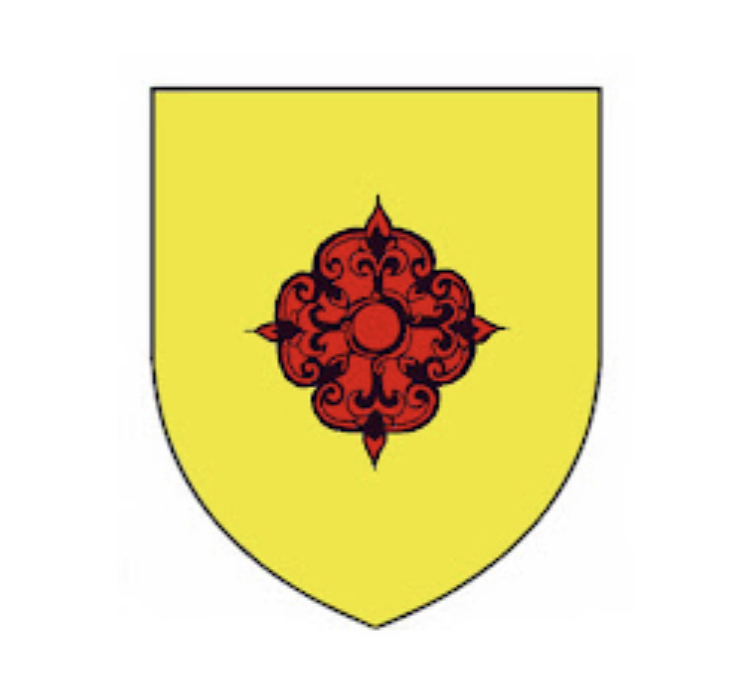
Brasão dos iscanos do Gulistão, Melique-Beglariãs

Melique-Beglariãs (em armênio/arménio:  Մելիք-Բեգլարյաններ) foram um clã feudal armênio, iscanos do Gulistão, senhores do Gulistão e Talixe.
Nos séculos XVI a XIX existiram os meliques do Gulistão. O poder do clã surgiu no final do século XVI. Raffi escreve: - Uma história escrita encontrada em nossas mãos deriva a origem dos Melique-Beglariãs de um dos patriarcas da Albânia, Arrã, que por sua vez era descendente dos Sisaquiãs (Moisés de Corene, História Armênia).